# Élections locales roumaines de 2020
Les élections municipales roumaines de 2020 ont lieu le 27 septembre 2020 en Roumanie afin de renouveler les conseillers municipaux des municipalités de Roumanie. Initialement prévues pour mi-juin, les élections sont reportées à septembre à cause de la progression de la pandémie de Covid-19.

## Mode de scrutin
Ces élections ont pour but d'élire les membres de tous les organes des collectivités territoriales :
- les conseils des communes, villes et municipalités (consilii locale), et les conseils de secteurs de Bucarest (consilii locale de sector)
- les maires (primarii)
  - des communes, villes et municipalités
  - des secteurs de Bucarest (primarii de sector)
  - et le maire général de la municipalité de Bucarest (Primarul general al Municipiului București)
- les 41 conseils de județ (Consilii județene), et le Conseil général de la municipalité de Bucarest (Consiliul general al Municipiului București)
- les 41 présidents de conseils de județ (Președinții consiliilor județene)

## Bucarest

### Maire général de Bucarest
| Candidats                | Candidats                | Partis                   | Voix    | %     |
| ------------------------ | ------------------------ | ------------------------ | ------- | ----- |
|                          | Nicușor Dan              | USR-PLUS-PNL             | 282 631 | 42,81 |
|                          | Gabriela Firea           | PSD-PPU                  | 250 690 | 37,97 |
|                          | Traian Băsescu           | PMP                      | 72 556  | 10,99 |
|                          | Călin Popescu-Tăriceanu  | ALDE                     | 9 892   | 1,49  |
|                          | Ioan Sîrbu               | PRO                      | 5 315   | 0,80  |
|                          |                          |                          |         |       |
| Votes valides            |                          |                          |         |       |
| Votes blancs et nuls     |                          |                          |         |       |
| Total                    | Total                    | Total                    | 671 177 | 100   |
| Abstention               |                          |                          |         |       |
| Inscrits / participation | Inscrits / participation | Inscrits / participation |         | 36,72 |

### Conseil général de Bucarest
| Parti ou coalition       | Parti ou coalition       | Voix      | %     | Sièges | +/- |
| ------------------------ | ------------------------ | --------- | ----- | ------ | --- |
|                          | PSD                      | 211 164   | 32,37 | 21     | 12  |
|                          | USR-PLUS                 | 175 953   | 26,98 | 17     | 2   |
|                          | PNL                      | 125 940   | 19,31 | 12     | 4   |
|                          | PMP                      | 51 001    | 7,82  | 5      | 1   |
|                          | PRO                      | 11 227    | 1,72  | 0      | Nv  |
|                          | ALDE                     | 19 088    | 2,93  | 0      | 4   |
| Votes valides            |                          |           |       |        |     |
| Votes blancs et nuls     |                          |           |       |        |     |
| Total                    | Total                    | 671 272   | 36,73 |        |     |
| Abstention               |                          |           |       |        |     |
| Inscrits / participation | Inscrits / participation | 1 827 726 |       |        |     |

### Secteur 1
| Candidats                | Candidats        | Partis       | Voix   | %     |  |
| ------------------------ | ---------------- | ------------ | ------ | ----- |  |
|                          | Clotilde Armand  | USR-PLUS-PNL | 36 455 | 40,95 |  |
|                          | Dan Tudorache    | PSD          | 35 451 | 39,82 |  |
|                          | Ioana Constantin | PMP          | 6 929  | 7,78  |  |
|                          | Adina Alberts    | PRO          | 1 859  | 2,08  |  |
|                          | Amalia Nenovici  | ALDE         | 1 328  | 1.49  |  |
|                          |                  |              |        |       |  |
| Votes valides            |                  |              |        |       |  |
| Votes blancs et nuls     |                  |              |        |       |  |
| Total                    | Total            | Total        |        | 100   |  |
| Abstention               |                  |              |        |       |  |
| Inscrits / participation |                  |              |        |       |  |

### Secteur 2
| Candidats                | Candidats                | Partis                   | Voix    | %     |  |
| ------------------------ | ------------------------ | ------------------------ | ------- | ----- |  |
|                          | Radu Mihaiu              | USR-PLUS-PNL             | 42 094  | 36,91 |  |
|                          | Dan Popescu              | PSD                      | 35 920  | 31,49 |  |
|                          | Neculai Onțanu           | PPU                      | 16 035  | 14,06 |  |
|                          | Cătălin Militaru         | PMP                      | 6 768   | 5,93  |  |
|                          | Florin Manea             | PRO                      | 2 988   | 2,62  |  |
|                          | Ramona Mezei             | ALDE                     | 2 903   | 2,55  |  |
|                          |                          |                          |         |       |  |
| Votes valides            | Votes valides            | Votes valides            | 114 053 |       |  |
| Votes blancs et nuls     | Votes blancs et nuls     | Votes blancs et nuls     | 2 701   |       |  |
| Total                    | Total                    | Total                    | 116 754 | 100   |  |
| Abstention               | Abstention               | Abstention               | 191 233 | 62,09 |  |
| Inscrits / participation | Inscrits / participation | Inscrits / participation | 307 987 | 37,91 |  |

La militante trans, antiraciste rom et travailleuse du sexe Antonella Lerca Duda, tente de se présenter dans le secteur 2, devenant la première personne trans candidate à une élection en Roumanie. Elle n'obtient cependant pas le nombre de parrainages suffisant.

### Secteur 3
| Candidats                | Candidats                | Partis                   | Voix    | %     |  |
| ------------------------ | ------------------------ | ------------------------ | ------- | ----- |  |
|                          | Robert Negoiță           | PRO                      | 58 786  | 43,74 |  |
|                          | Adrian Moraru            | PNL-USR-PLUS             | 38 279  | 28,48 |  |
|                          | Aurelian Bădulescu       | PSD                      | 18 427  | 13,71 |  |
|                          | Mihai Neamțu             | PMP                      | 9 593   | 7,14  |  |
|                          | Bogdan Brătianu          | ALDE                     | 2 297   | 1,71  |  |
|                          |                          |                          |         |       |  |
| Votes valides            | Votes valides            | Votes valides            | 134 394 |       |  |
| Votes blancs et nuls     |                          |                          |         |       |  |
| Total                    | Total                    | Total                    |         | 100   |  |
| Abstention               |                          |                          |         |       |  |
| Inscrits / participation | Inscrits / participation | Inscrits / participation |         | 30,66 |  |

### Secteur 4
| Candidats                | Candidats                | Partis                   | Voix    | %     |  |
| ------------------------ | ------------------------ | ------------------------ | ------- | ----- |  |
|                          | Daniel Băluță            | PSD-PPU                  | 58 577  | 57,03 |  |
|                          | Simona Spătaru           | PLUS-USR-PNL             | 30 688  | 29,88 |  |
|                          | Ștefănel Marin           | PMP                      | 4 507   | 4,39  |  |
|                          | Adrian Chiotan           | ALDE                     | 1 501   | 1,46  |  |
|                          | Gabriel Ispas            | PRO                      | 1 189   | 1,16  |  |
|                          |                          |                          |         |       |  |
| Votes valides            | Votes valides            | Votes valides            | 102 710 |       |  |
| Votes blancs et nuls     | Votes blancs et nuls     | Votes blancs et nuls     | 1 962   |       |  |
| Total                    | Total                    | Total                    | 104 672 | 100   |  |
| Abstention               |                          |                          |         |       |  |
| Inscrits / participation | Inscrits / participation | Inscrits / participation |         | 37,61 |  |

### Secteur 5
| Candidats                | Candidats                | Partis       | Voix   | %     |  |
| ------------------------ | ------------------------ | ------------ | ------ | ----- |  |
|                          | Cristian Popescu Piedone | PPU          | 25 902 | 28,08 |  |
|                          | Daniel Florea            | PSD          | 23 649 | 25,64 |  |
|                          | Cristian Băcanu          | PNL-USR-PLUS | 23 282 | 25,24 |  |
|                          | Marian Vanghelie         | PER          | 11 237 | 12,18 |  |
|                          | Lucian Iliescu           | PMP          | 3 540  | 3,84  |  |
|                          | Valentin Voicu           | ALDE         | 1 765  | 1,91  |  |
|                          | Ștefan Pripiliu          | PRO          | 1 383  | 1,42  |  |
|                          |                          |              |        |       |  |
| Votes valides            |                          |              |        |       |  |
| Votes blancs et nuls     |                          |              |        |       |  |
| Total                    | Total                    | Total        |        | 100   |  |
| Abstention               |                          |              |        |       |  |
| Inscrits / participation |                          |              |        |       |  |

### Secteur 6
| Candidats                | Candidats            | Partis               | Voix    | %     |  |
| ------------------------ | -------------------- | -------------------- | ------- | ----- |  |
|                          | Ciprian Ciucu        | PNL-USR-PLUS         | 54 134  | 43,40 |  |
|                          | Gabriel Mutu         | PSD-PPU              | 43 105  | 34,56 |  |
|                          | Ștefan Florescu      | PMP                  | 9 575   | 7,68  |  |
|                          | Mihai Daneș          | Indépendant          | 4 736   | 3,80  |  |
|                          | Anca Bălășoiu        | PRO                  | 4 545   | 1,99  |  |
|                          | Tudor Ionescu        | ALDE                 | 2 482   | 3,64  |  |
|                          |                      |                      |         |       |  |
| Votes valides            | Votes valides        | Votes valides        | 124 733 |       |  |
| Votes blancs et nuls     | Votes blancs et nuls | Votes blancs et nuls | 2 360   |       |  |
| Total                    | Total                | Total                |         | 100   |  |
| Abstention               |                      |                      |         |       |  |
| Inscrits / participation |                      |                      |         |       |  |

## Cluj-Napoca
| Candidats                | Candidats                | Partis                   | Voix    | %     |  |
| ------------------------ | ------------------------ | ------------------------ | ------- | ----- |  |
|                          | Emil Boc                 | PNL                      | 73 182  | 74,76 |  |
|                          | Emanuel Ungureanu        | USR-PLUS                 | 8 094   | 8,27  |  |
|                          | Botond Csoma             | UDMR                     | 6 955   | 7,11  |  |
|                          | Valentin Cuibuș          | PSD                      | 4 480   | 4,58  |  |
|                          | Avram Fițiu              | PMP                      | 1 440   | 1,47  |  |
|                          | Autres                   |                          | 3 736   | 3,82  |  |
|                          |                          |                          |         |       |  |
| Votes valides            | Votes valides            | Votes valides            | 97 887  | 98,75 |  |
| Votes blancs et nuls     | Votes blancs et nuls     | Votes blancs et nuls     | 1 239   | 1,25  |  |
| Total                    | Total                    | Total                    | 99 126  | 100   |  |
| Abstention               | Abstention               | Abstention               | 179 355 | 64,40 |  |
| Inscrits / participation | Inscrits / participation | Inscrits / participation | 278 481 | 35,60 |  |

## Timișoara
| Candidats                | Candidats          | Partis             | Voix   | %     |  |
| ------------------------ | ------------------ | ------------------ | ------ | ----- |  |
|                          | Dominic Fritz      | USR-PLUS-FDGR/DFDR | 49 191 | 53.24 |  |
|                          | Nicolae Robu       | PNL                | 27 596 | 29.87 |  |
|                          | Voichița Lăzureanu | PSD-PPU            | 5 776  | 6.25  |  |
|                          | Marius Craina      | PRO                | 4 866  | 5.26  |  |
|                          | Imre Farkas        | UDMR               | 1 308  | 1.41  |  |
|                          |                    |                    |        |       |  |
| Votes valides            |                    |                    |        |       |  |
| Votes blancs et nuls     |                    |                    |        |       |  |
| Total                    | Total              | Total              |        | 100   |  |
| Abstention               |                    |                    |        |       |  |
| Inscrits / participation |                    |                    |        |       |  |

## Constanța
| Candidats                | Candidats            | Partis     | Voix | %   |  |
| ------------------------ | -------------------- | ---------- | ---- | --- |  |
|                          | Vergil Chițac        | PNL-UDTTMR |      |     |  |
|                          | Decebal Făgădău      | PSD        |      |     |  |
|                          | Stelian-Cristian Ion | USR-PLUS   |      |     |  |
|                          | Claudiu Palaz        | PMP        |      |     |  |
|                          | Mircea Dobre         | PRO        |      |     |  |
|                          |                      |            |      |     |  |
| Votes valides            |                      |            |      |     |  |
| Votes blancs et nuls     |                      |            |      |     |  |
| Total                    | Total                | Total      |      | 100 |  |
| Abstention               |                      |            |      |     |  |
| Inscrits / participation |                      |            |      |     |  |